# Misha Latuhihin
Misha Jonas Emanuel Latuhihin (ur. 26 grudnia 1970 w Nijmegen) – były holenderski siatkarz, reprezentant kraju, grający na pozycji rozgrywającego. Mistrz Olimpijski 1996. Mistrz Europy 1997.

## reprezentacyjne
Letnie Igrzyska Olimpijskie:
- 1996

Liga Światowa:
- 1996

Mistrzostwa Europy:
- 1997

Liga Europejska:
- 2006
- 2004